# Highway 1
De Australische Highway 1 is een ongeveer 14.500 kilometer lang netwerk van wegen dat de Australische hoofdsteden op het vasteland verbindt.

## Geschiedenis
Highway 1 ontstond in 1955 toen men alle wegen in Australië begon te nummeren. Highway 1 werd uit een verzameling bestaande lokale en deelstaatwegen samengesteld. Het traject werd aanvankelijk door een wit bord met een zwart cijfer 1 bewegwijzerd. Vanaf 1974 begon men gebruik te maken van groene borden met gele cijfers en letters. In West-Australië wordt nog overal het oude witte bord gebruikt. Eind jaren 1980 werden de laatste baanvakken verhard.

## Beschrijving
Highway 1 gaat helemaal rondom Australië en verbindt alle hoofdsteden van de deelstaten en territoria op het vasteland. De wegen die er deel van uitmaken bestaan in dichtbevolkte gebieden uit meerdere rijstroken en versmallen in dunbevolkte gebieden tot soms een enkele rijstrook.
De weg wordt soms als een kerkhof beschreven, dit vanwege het groot aantal dodelijke ongevallen door de enorme afstanden, de staat van sommige baanvakken en de soms lange afstanden tussen de rustplaatsen en uitspanningen.
| Staat of territorium   | Weggedeelte                                    | Bewegwijzering      | Wegen |
| ---------------------- | ---------------------------------------------- | ------------------- | --- |
| New South Wales        | Queenslands grens tot West Ballina             | M1                  | Pacific Motorway |
| New South Wales        | West Ballina tot Newcastle                     | A1                  | Pacific Highway |
| New South Wales        | Newcastle tot Wahroonga                        | M1                  | Pacific Motorway |
| New South Wales        | Wahroonga tot Artarmon                         | A1                  | Pacific Highway |
| New South Wales        | Artarmon tot Mascot                            | M1                  | Gore Hill Freeway, Warringah Freeway, Sydney Harbour Tunnel, Cahill Expressway, Eastern Distributor, Southern Cross Drive |
| New South Wales        | Mascot tot Waterfall                           | A1                  | General Holmes Drive, The Grand Parade, President Avenue, Princes Highway |
| New South Wales        | Waterfall to Yallah                            | M1                  | Princes Motorway |
| New South Wales        | Yallah tot de grens met Victoria               | A1                  | Princes Highway |
| Victoria               | New South Wales' grens tot Traralgon           | A1                  | Princes Highway |
| Victoria               | Traralgon tot Winchelsea                       | M1                  | Princes Freeway, Monash Freeway, CityLink, West Gate Freeway, Princes Freeway, Geelong Ring Road |
| Victoria               | Winchelsea tot Zuid-Australiës grens           | A1                  | Princes Highway |
| Zuid-Australië         | Victoria's grens tot Tailem Bend               | B1                  | Princes Highway |
| Zuid-Australië         | Tailem Bend tot Murray Bridge                  | National Highway A1 | Princes Highway |
| Zuid-Australië         | Murray Bridge tot Glen Osmond                  | National Highway M1 | South Eastern Freeway |
| Zuid-Australië         | Glen Osmond tot Waterloo Corner                | A1                  | Glen Osmond Road, Main North Road, Port Wakefield Road |
| Zuid-Australië         | Waterloo Corner tot West-Australiës grens      | National Highway A1 | Augusta Highway, Eyre Highway |
| West-Australië         | Zuid-Australiës grens tot Norseman             | National Highway 1  | Eyre Highway |
| West-Australië         | Norseman tot Port Hedland                      | National Route 1    | Coolgardie–Esperance Highway, South Coast Highway, South Western Highway, Robertson Drive, Forrest Highway, Old Coast Road, Mandurah Road, Ennis Avenue, Patterson Road, Rockingham Road, Stock Road, Leach Highway, Kwinana Freeway, Canning Highway, Great Eastern Highway, Morrison Road, Great Northern Highway, Brand Highway, North West Coastal Highway |
| West-Australië         | Port Hedland tot Noordelijk Territoriums grens | National Highway 1  | Great Northern Highway, Victoria Highway |
| Noordelijk Territorium | West-Australiës grens tot Katherine            | National Highway 1  | Victoria Highway |
| Noordelijk Territorium | Katherine tot Daly Waters                      | National Highway 1  | Stuart Highway |
| Noordelijk Territorium | Daly Waters tot Queenslands grens              | National Route 1    | Carpentaria Highway, Savannah Way |
| Queensland             | Noordelijk Territoriums grens tot Cairns       | National Route 1    | Savannah Way, Gulf Developmental Road, Kennedy Highway, Captain Cook Highway |
| Queensland             | Cairns tot Kybong                              | A1                  | Bruce Highway |
| Queensland             | Kybong tot New South Wales' grens              | M1                  | Bruce Highway, Gateway Motorway, Pacific Motorway, Pacific Motorway |
| Tasmanië               | volledig                                       | National Highway 1  | Brooker Highway, Midland Highway, Brighton Bypass, Bass Highway |

## Record
Op 18 juni 2017 legde het team 'Highway 1 to Hell' het hele traject in 5 dagen, 13 uur en 43 minuten af.